# طوني ألين
طوني ألين (بالإنجليزية: Tony Allen)‏ هو طبال وكاتب أغاني وموسيقي نيجيري، ولد في 12 أغسطس 1940 في لاغوس في نيجيريا.

## وصلات خارجية
- طوني ألين على موقع IMDb (الإنجليزية)
- طوني ألين على موقع ميوزك برينز (الإنجليزية)
- طوني ألين على موقع أول ميوزيك (الإنجليزية)
- طوني ألين على موقع ديسكوغز (الإنجليزية)
- طوني ألين على موقع قاعدة بيانات الفيلم (الإنجليزية)